# Clemens van Brunschot
Clemens van Brunschot (Waalwijk, 23 december 1954) is een Nederlands schrijver van vooral psychologische romans en thrillers, vanuit zijn belangstelling voor psychologie, derealisatie en religie. Zijn eerste drie boeken verschenen in oplagen bij uitgeverij Zilverspoor.

## Biografie
Van Brunschot groeide op in Waalwijk. Hij studeerde in 1979 cum laude af als socioloog aan de Katholieke Hogeschool Tilburg. Vóór het verschijnen van zijn debuutroman won Van Brunschot de tweede prijs in de Querido schrijfwedstrijd rond Peter Drehmanns.
De recensies van zijn debuutroman 'Uit de duisternis neergedaald' vestigden de aandacht vooral op het onderscheidende van de thematiek, de beschrijving van schizofrenie (als brug naar de vraag hoe betrekkelijk 'waarheid' is) en het laten zien dat het net zo zinloos is om het bestaan van God te willen bewijzen als om zijn niet-bestaan te willen bewijzen. Het boek werd op 17 november 2012 in Kruispunt RKK op Radio 5 enthousiast aanbevolen door cultuurtheoloog Frank Bosman, 'theoloog van het jaar' in 2011. De dagbladen van de Wegener Groep hadden kritiek op de schrijfstijl en woordkeus, maar schreven ook: 'De kracht is het spel dat Van Brunschot speelt met werkelijkheid en waan', 'een intrigerend boek' en 'een bizar spel met de werkelijkheid'.
Ook in Van Brunschots tweede boek ('Een vloek uit Kyrgyzstan') hadden de hoofdpersonen het moeilijk met wat werkelijkheid genoemd wordt. NBD Biblion (de Nederlandse Bibliotheek Dienst) vond het 'intrigerend knap geschreven'. De dagbladen van de Wegener Groep: 'in thematiek onderscheidend' en 'geen standaard psychologische thriller'. Op de boekpresentatie noemde uitgever Jos Weijmer dit 'het beste boek' dat hij tot dan toe had uitgegeven.
Het derde boek ('Wie noemde haar zwak?') ging niet over schizofrenie, maar de psychische problemen van een van de personen speelden wel een belangrijke rol. Net als in het tweede boek was Van Brunschots hoofdpersoon een vrouw, en in de recensies werd veel nadruk gelegd op Van Brunschots opmerkelijk geachte inleving in een vrouw en op de beschrijving van de kracht die zij (in dit geval tijdens een zoektocht naar haar zus in een Texaanse sekte) weet te ontwikkelen als het nodig is. NBD Biblion (de Nederlandse Bibliotheek Dienst) vond het een 'spannend, goed opgebouwd verhaal' met 'overtuigende karakters' en 'veel humor'. Het boek werd door de uitgever herdrukt om aan de vraag van de bibliotheken te kunnen voldoen.
In 2016 gaf Van Brunschot een boek, Zinneling, uit via printing-on-demand.
In het kader van de jaarlijkse Raadselige Roos proza- en poëziewedstrijd werden gedichten van Van Brunschot door de jury opgenomen in wedstrijdbundels.